# Wesley Iwundu
Wesley Deshawn "Wes" Iwundu (Houston, Texas, 20 de diciembre de 1994) es un baloncestista estadounidense que pertenece a la plantilla del Promitheas Patras B.C. de la A1 Ethniki. Con 2,01 metros de estatura, juega en la posición de alero.

## Trayectoria deportiva

### Primeros años
Fue durante tres años titular en su etapa de secundaria en el Westfield High School en Houston, Texas, donde en su última temporada promedió 18 puntos, 13 rebotes y 5 asistencias, llevando a su equipo a un balance de 31 victorias y 7 derrotas, 16-0 en su distrito.

### Universidad
Jugó cuatro temporadas con los Wildcats de la Universidad Estatal de Kansas, en las que promedió 9,5 puntos, 4,7 rebotes y 2,8 asistencias por partido. En sus dos últimas temporadas fue incluido en el tercer mejor quinteto de la Big 12 Conference mientras que en 2016 también apareció en el mejor quinteto defensivo de la conferencia.

#### Estadísticas
| Año     | Equipo       | PJ  | PT  | MPP  | %TC  | %3P  | %TL  | RPP | APP | ROB | TPP | PPP  |
| ------- | ------------ | --- | --- | ---- | ---- | ---- | ---- | --- | --- | --- | --- | ---- |
| 2013–14 | Kansas State | 33  | 32  | 23.6 | .461 | .412 | .634 | 4.2 | 1.8 | .6  | .4  | 6.7  |
| 2014–15 | Kansas State | 31  | 24  | 25.2 | .404 | .316 | .595 | 3.5 | 2.0 | .7  | .6  | 5.8  |
| 2015–16 | Kansas State | 33  | 32  | 32.4 | .478 | .200 | .697 | 4.5 | 3.7 | 1.3 | .2  | 11.9 |
| 2016–17 | Kansas State | 35  | 35  | 31.4 | .481 | .376 | .767 | 6.3 | 3.5 | 1.0 | .3  | 13.0 |
| Total   | Total        | 132 | 123 | 28.2 | .463 | .338 | .689 | 4.7 | 2.8 | .9  | .4  | 9.5  |

### Profesional
Fue elegido en la trigésimo tercera posición del Draft de la NBA de 2017 por los Orlando Magic.
Después de un año en Denver, en los que también disputó partidos con el filial de la G League los Lakeland Magic, el 21 de noviembre de 2020, ficha por Dallas Mavericks.
Tras unos meses en Dallas, el 25 de marzo de 2021, es traspasado junto a James Johnson a New Orleans Pelicans, a cambio de J. J. Redick y Nicolò Melli.
El 23 de diciembre de 2021, firma un contrato de 10 días con Atlanta Hawks, anotando 12 puntos en su último encuentro.
El 25 de enero de 2022, fue adquirido por lo Cleveland Charge, pero fue cortado el 1 de abril tras sufrir una lesión.
El 23 de septiembre de 2022 firma un contrato no garantizado con Portland Trail Blazers, siendo cortado el 7 de octubre sin llegar a debutar. El 3 de noviembre se une a los Stockton Kings.
En agosto de 2023 firma con SC Rasta Vechta de la Basketball Bundesliga alemana.
El 20 de agosto de 2024 fichó por el equipo griego del Promitheas Patras B.C. de la A1 Ethniki.

## Estadísticas de su carrera en la NBA

### Temporada regular
| Año     | Equipo      | PJ  | PT | MPP  | %TC  | %3P  | %TL  | RPP | APP | ROB | TPP | PPP |
| ------- | ----------- | --- | -- | ---- | ---- | ---- | ---- | --- | --- | --- | --- | --- |
| 2017-18 | Orlando     | 62  | 12 | 16.5 | .427 | .196 | .723 | 2.2 | .9  | .5  | .2  | 3.7 |
| 2018-19 | Orlando     | 68  | 13 | 18.1 | .412 | .367 | .816 | 2.7 | 1.1 | .4  | .3  | 5.0 |
| 2019-20 | Orlando     | 52  | 21 | 18.3 | .416 | .341 | .804 | 2.5 | 1.2 | .5  | .3  | 5.8 |
| 2020-21 | Dallas      | 23  | 3  | 12.5 | .327 | .130 | .857 | 2.9 | .4  | .4  | .1  | 2.1 |
| 2020-21 | New Orleans | 18  | 1  | 13.9 | .340 | .111 | .824 | 2.6 | .4  | .3  | .1  | 2.8 |
| 2021-22 | Atlanta     | 3   | 0  | 27.3 | .444 | .600 | .750 | 4.3 | .0  | .3  | .0  | 7.3 |
| Total   | Total       | 226 | 50 | 16.9 | .408 | .292 | .798 | 2.5 | .9  | .5  | .2  | 4.4 |

### Playoffs
| Año   | Equipo  | PJ | PT | MPP  | %TC  | %3P  | %TL   | RPP | APP | ROB | TPP | PPP |
| ----- | ------- | -- | -- | ---- | ---- | ---- | ----- | --- | --- | --- | --- | --- |
| 2019  | Orlando | 5  | 0  | 12.0 | .333 | .333 | 1.000 | 1.4 | .8  | .6  | .0  | 4.8 |
| 2020  | Orlando | 5  | 0  | 15.2 | .300 | .571 | .625  | 2.2 | .8  | .6  | .4  | 4.2 |
| Total | Total   | 10 | 0  | 13.6 | .316 | .438 | .824  | 1.8 | .8  | .6  | .2  | 4.5 |